# Incendi de la catedral de Notre-Dame de París
L'incendi de la catedral de Notre-Dame de París va començar a tres quarts i cinc minuts de set de la vesprada del 15 d'abril de 2019 a la teulada. Poc després de les 8 del vespre se'n va esfondrar l'agulla central. Les primeres informacions apuntaven a un incendi fortuït originat a les obres de remodelació que s'hi estaven fent.

## Edifici
La catedral de Notre-Dame de París és la catedral de l'arxidiòcesi de París (França), situada a l'est de l'Île de la Cité, envoltada per l'aigua del riu Sena. La construcció començà per iniciativa del bisbe Maurice de Sully el 1163 i s'acabà el 1245. Presentava característiques del gòtic primitiu i del gòtic radiant. Durant la Revolució Francesa es perderen diversos elements del temple i el 1804 s'hi celebrà la coronació de Napoleó Bonaparte. El 1831 Victor Hugo li dedicà la novel·la Nostra Senyora de París i el 1909 s'hi beatificà Joana d'Arc. El 1991 l'edifici fou declarat Patrimoni de la Humanitat. La catedral era el monument més visitat d'Europa, uns 13 milions de visitants anuals fins al moment de l'incendi.

## Incident

### Causes
El foc va començar a tres quarts i cinc minuts de set de la vesprada, quan la catedral estava oberta als turistes. Segons l'horari una estona abans havia començat una missa, que havia de durar d'un quart de set a les set de la vesprada. Segons alguns testimonis, les portes de la catedral es van tancar de manera sobtada i va començar a sortir fum blanc de les golfes, que més tard es va tornar negre, indicant que la situació empitjorava.
La investigació per determinar les causes de l'incendi està en marxa, però el foc podria estar vinculat amb les obres de manteniment i remodelació de l'edifici que es van considerar necessàries al 2018. Durant l'incendi molts ciutadans es van aplegar a les proximitats del Sena per a veure què succeïa.

### Tasques d'extinció

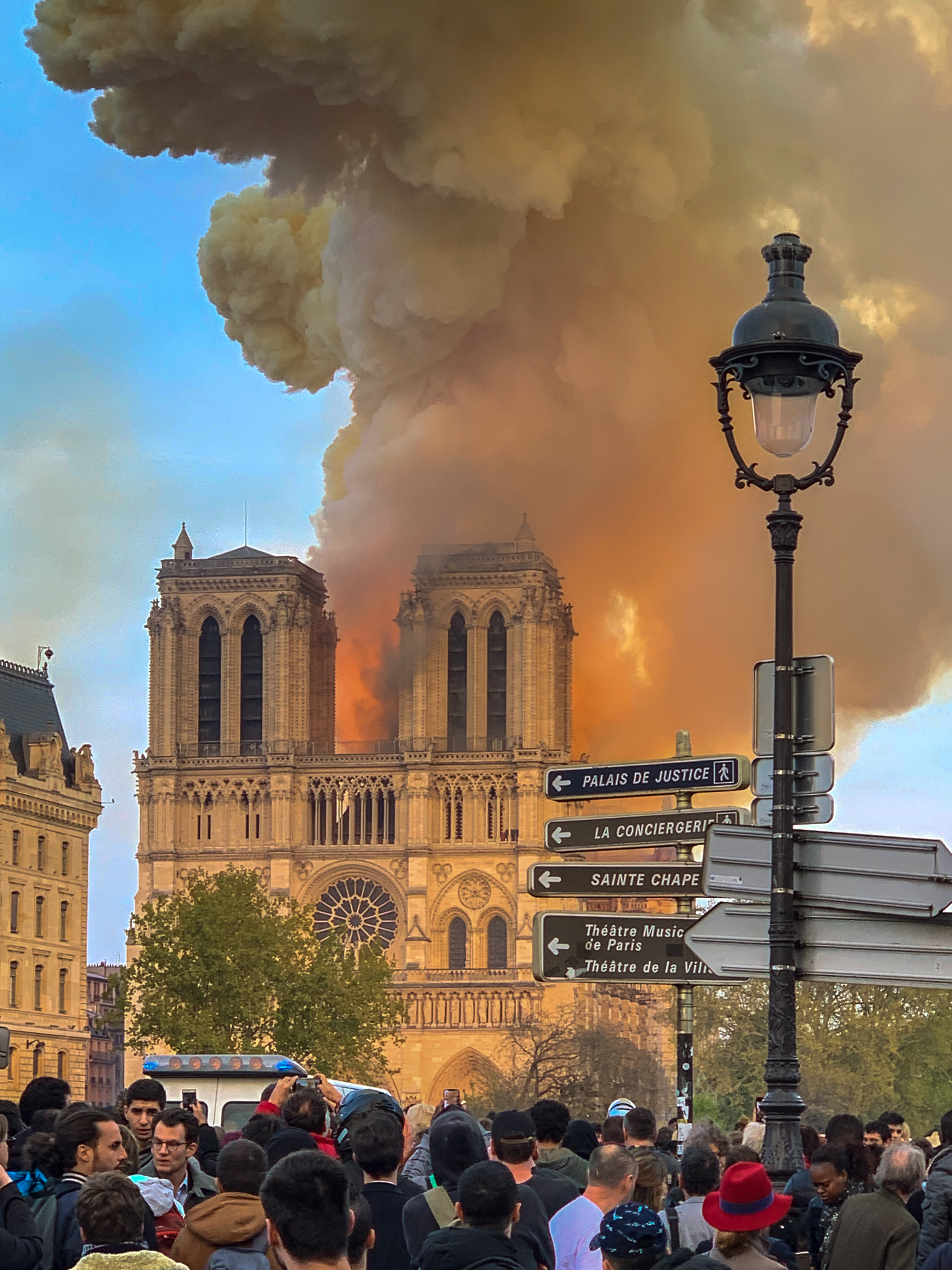
La catedral durant l'incendi.

Uns 400 bombers van participar en les tasques d'extinció. Els bombers van apuntar que no podien llançar aigua amb hidroavions perquè fer-ho hauria compromès la integritat de l'estructura de l'església. Els responsables d'emergències van intentar salvar els objectes artístics i religiosos que hi havia dins de la catedral. Segons un portaveu, algunes de les obres d'art ja havien estat retirades abans de les reformes, mentre que la major part de les relíquies sagrades eren a la sagristia, que es considerava que no es veuria danyada pel foc. A tres quarts i cinc minuts d'onze de la nit la policia de París va assegurar que no s'havien de lamentar morts, tot i que almenys un bomber va resultar-ne ferit.

### Danys
Les flames van envoltar la part superior de la catedral inclòs els seus dos campanars i l'agulla central, que es va ensorrar. L'Île de la Cité, on es troba la catedral, fou evacuada. A un quart de set del vespre hi havia previst l'inici d'una missa. En el pitjor moment un portaveu va declarar que tota la fusta probablement es cremaria i que la volta de l'edifici també estava amenaçada. Vora un quart de dotze de la nit, un oficial francès va informar que el foc estava minvant i que les dues torres de la catedral eren segures.
Entre les obres d'art, les relíquies i altres antiguitats emmagatzemades a la catedral, hi havia la suposada corona d'espines que portava Jesús i un tros de la creu sobre la qual va ser crucificat, un orgue del segle xiii, vitralls i estàtues de bronze dels 12 apòstols. A part de les estàtues, que s'han salvat perquè s'havien retirat per la restauració, es desconeix quants o quins articles s'han destruït.

Incendi a l'agulla i la teulada.
Destrucció de l'agulla i la teulada, així com tres llocs de la volta.
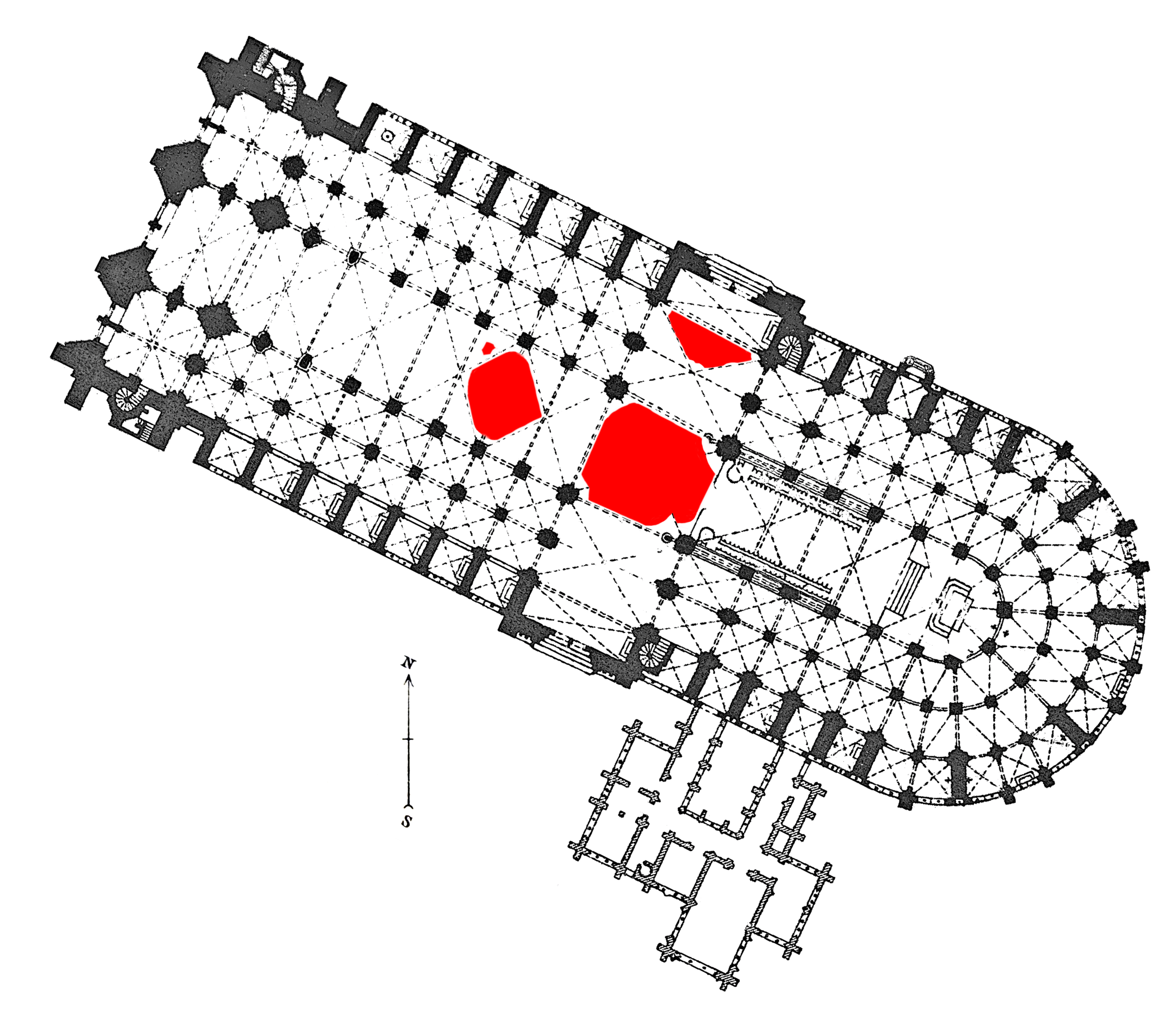
En vermell els forats a les voltes de la catedral.
En vermell les parts destruïdes de la catedral.
En groc el sostre on va començar l'incendi.

## Reaccions
L'alcaldessa de París, Anne Hidalgo, va descriure el foc com a "terrible" i va demanar a la gent que s'allunyés de la zona per a deixar treballar als bombers.
El president francès, Emmanuel Macron, va ajornar una compareixença de televisió el dilluns al vespre després de conèixer l'incendi de la catedral. Havia d'exposar les mesures previstes després del moviment de protesta de les armilles grogues.
A Europa, la cancellera alemanya, Angela Merkel, va lamentar l'incendi d'un "símbol de França i de la cultura europea". El president espanyol, Pedro Sánchez Pérez-Castejón, va considerar que es tractava d'una "trista notícia per la nostra història i el nostre patrimoni cultural universal". El president català, Quim Torra, va dir a Twitter: "Oh, Déu meu, quina desgràcia!".
Per la seva banda, el president dels Estats Units, Donald Trump, va fer una piulada dient: "És horrible veure el gran incendi de la catedral de Notre Dame a París. Potser es podrien fer servir avions cisterna d'aigua per apagar-lo. Cal actuar ràpid!". El vicepresident Mike Pence va piular dient que la catedral de Notre-Dame és "un símbol icònic de la fe del poble a tot el món i trenca el cor veure la casa de Déu en flames".

## Reconstrucció
El president Emmanuel Macron va anunciar la reconstrucció de la catedral i que es faria una campanya per a cercar fons a nivell internacional.
L'empresari i milionari francès François-Henri Pinault va oferir 100 milions d'euros per a donar suport a la reconstrucció de l'edifici, que pagaria a través de la seva empresa d'inversions familiar, el Grup Artémis.